# Fremantle (település)
Fremantle az egyik legnagyobb kikötőváros Nyugat-Ausztráliában, az Indiai-óceán partján, a Swan torkolatánál. Fremantle kikötője az állam fővárosát, Perth-t szolgálja ki. Fremantle volt az első terület, ahol 1829-ben a Swan menti kolónia tagjai letelepedtek. 1929-ben nyilvánították várossá, jelenlegi népessége körülbelül 27 000 fő.
A város nevét Charles Fremantle kapitányról, angol tengerésztisztről kapta, aki 1829. május 2-án vert tábort a területen. A településen több, jó állapotban fennmaradt 19. századi épület és más műemlék található. A nyugat-ausztrál köznyelvben Fremantle rövid neve Freo. A terület noongar őslakosok által használt neve: Walyallup.

## Földrajz
Fremantle a noongar őslakosok nyelvén Booyeembara elnevezésű mészkődombokon fekszik; a keletre fekvő homokos sík vidék neve: Gardoo. A területen eredetileg elsősorban fűfafélék és eukaliptuszfák nőttek; ezeket az őslakosok hagyományosan évente felégették.
Fremantle jelenti a Perth-ből Fremantle-be tartó, a nyugat-ausztrál tömegközlekedési hatóság által üzemeltetett fremantle-i vasútvonal végpontját. Fremantle-ből indul, illetve oda érkezik több jelentősebb főút, mint például a Stirling Highway, a Canning Highway és a Leach Highway.

### Éghajlat
Fremantle a  mediterrán éghajlati övhöz tartozik. A jellegzetes tengeri szél közismert neve a Fremantle Doctor, mivel az a nyári forráságban rendszeresen enyhülést hoz, amikor dél és délután 3 óra között megérkezik a városba.
| Hónap                         | Jan. | Feb. | Már. | Ápr. | Máj. | Jún. | Júl. | Aug. | Szep. | Okt. | Nov. | Dec. | Év   |
| ----------------------------- | ---- | ---- | ---- | ---- | ---- | ---- | ---- | ---- | ----- | ---- | ---- | ---- | ---- |
| Rekord max. hőmérséklet (°C)  | 42,4 | 41,0 | 39,4 | 35,8 | 28,3 | 26,3 | 25,5 | 26,0 | 26,8  | 36,3 | 39,0 | 40,0 | 42,4 |
| Átlagos max. hőmérséklet (°C) | 27,3 | 27,9 | 26,4 | 23,6 | 20,3 | 18,1 | 17,1 | 17,3 | 18,5  | 20,1 | 23,0 | 25,4 | 22,0 |
| Átlagos min. hőmérséklet (°C) | 17,8 | 18,1 | 17,0 | 14,9 | 12,7 | 11,1 | 10,0 | 10,2 | 11,0  | 12,3 | 14,5 | 16,5 | 13,8 |
| Rekord min. hőmérséklet (°C)  | 11,7 | 10,2 | 7,4  | 5,1  | 5,1  | 4,0  | 3,0  | 3,1  | 2,2   | 5,1  | 6,7  | 9,4  | 2,2  |
| Átl. csapadékmennyiség (mm)   | 6    | 11   | 16   | 41   | 113  | 166  | 156  | 118  | 69    | 42   | 18   | 11   | 768  |
| Forrás: Bureau of Meteorology |      |      |      |      |      |      |      |      |       |      |      |      |      |

## Történelem
A föld, ahol ma Fremantle városa található, a hagyomány szerint a noongar népcsoporthoz tartozó whadjuk törzs tulajdonát képezi; nyelvükön a terület neve Walyalup („a sírás helye”). A helyi noongar népesség számára Fremantle az ünnepségek, fontos kulturális szokások és a kereskedelem színtere.
Az Anglesea Point, valamint a mészköves terület Arthur Headnél (ott áll a kör alakú épületszerkezetet nevében is hordozó Round House nevű börtön) egészen a Point Marquis-ig a Manjaree nevet viseli, és fontos találkozási pont; itt futnak össze a bozótvidék ösvényei, illetve a whadjuk és a szomszédos noongar népesség számára az egyik fő kereskedőhelynek számít. A whadjuk törzs tagjai és más noongar csoportok mai is gyakran összegyűlnek Walyalupban, illetve a Manjaree területén.

## Fordítás
Ez a szócikk részben vagy egészben  a   Fremantle című angol Wikipédia-szócikk ezen változatának fordításán alapul.  Az eredeti cikk szerkesztőit annak laptörténete sorolja fel. Ez a jelzés csupán a megfogalmazás eredetét és a szerzői jogokat jelzi, nem szolgál a cikkben szereplő információk forrásmegjelöléseként.